# 오바마선
오바마선(일본어: 小浜線)은 일본 후쿠이현 쓰루가시의 쓰루가역부터 교토부 마이즈루시의 히가시마이즈루역에 이르는 서일본 여객철도의 철도 노선(지방 교통선)이다.

## 노선 정보
- 관할 (사업 종별) : 서일본 여객철도 (제1종 철도사업자)
- 노선 거리 (영업 거리) : 84.3 km
- 궤간 : 1067mm
- 역 수 : 24역 (기종점역 포함)
  - 오바마 선 소속 역으로 한정된 경우, 호쿠리쿠 본선의 쓰루가 역과 마이즈루 선 소속의 히가시마이즈루 역을 제외하면 22역이 된다.
- 복선화 구간 : 없음 (전 구간 단선)
- 전철화 구간 : 전 구간 (직류 1500V)
- 폐색 방식 : 특수 자동 폐색식 (궤도 회로 검지식)
- 최고 속도 : 85 km/h

## 역 목록
| 역명           | 일어 역명 | 역간 거리 | 영업 거리 | 접속 노선                     | 소재지   | 소재지           | 소재지     |
| -------------- | --------- | --------- | --------- | ----------------------------- | -------- | ---------------- | ---------- |
| 쓰루가         | 敦賀      | -         | 0.0       | 서일본 여객철도 호쿠리쿠 본선 | 후쿠이현 | 쓰루가시         | 쓰루가시   |
| 니시쓰루가     | 西敦賀    | 3.3       | 3.3       |                               | 후쿠이현 | 쓰루가시         | 쓰루가시   |
| 아와노         | 粟野      | 4.4       | 7.7       |                               | 후쿠이현 | 쓰루가시         | 쓰루가시   |
| 히가시미하마   | 東美浜    | 5.0       | 12.7      |                               | 후쿠이현 | 미카타 군        | 미하마 정  |
| 미하마         | 美浜      | 5.2       | 17.9      |                               | 후쿠이현 | 미카타 군        | 미하마 정  |
| 기야마         | 気山      | 3.5       | 21.4      |                               | 후쿠이현 | 미카타카미나카군 | 와카사 정  |
| 미카타         | 三方      | 3.3       | 24.7      |                               | 후쿠이현 | 미카타카미나카군 | 와카사 정  |
| 후지이         | 藤井      | 2.6       | 27.3      |                               | 후쿠이현 | 미카타카미나카군 | 와카사 정  |
| 도무라         | 十村      | 2.0       | 29.3      |                               | 후쿠이현 | 미카타카미나카군 | 와카사 정  |
| 오토바         | 大鳥羽    | 4.0       | 33.3      |                               | 후쿠이현 | 미카타카미나카군 | 와카사 정  |
| 와카사아리타   | 若狭有田  | 2.1       | 35.4      |                               | 후쿠이현 | 미카타카미나카군 | 와카사 정  |
| 가미나카       | 上中      | 3.4       | 38.8      |                               | 후쿠이현 | 미카타카미나카군 | 와카사 정  |
| 신히라노       | 新平野駅  | 4.5       | 43.3      |                               | 후쿠이현 | 오바마시         | 오바마시   |
| 히가시오바마   | 東小浜駅  | 2.9       | 46.2      |                               | 후쿠이현 | 오바마시         | 오바마시   |
| 오바마         | 小浜      | 3.3       | 49.5      |                               | 후쿠이현 | 오바마시         | 오바마시   |
| 세이하마       | 勢浜      | 3.7       | 53.2      |                               | 후쿠이현 | 오바마시         | 오바마시   |
| 가토           | 加斗      | 4.0       | 57.2      |                               | 후쿠이현 | 오바마시         | 오바마시   |
| 와카사혼고     | 若狭本郷  | 4.6       | 61.8      |                               | 후쿠이현 | 오이군           | 오이 정    |
| 와카사와다     | 若狭和田  | 3.9       | 65.7      |                               | 후쿠이현 | 오이군           | 다카하마정 |
| 와카사타카하마 | 若狭高浜  | 3.2       | 68.9      |                               | 후쿠이현 | 오이군           | 다카하마정 |
| 미쓰마쓰       | 三松      | 2.5       | 71.4      |                               | 후쿠이현 | 오이군           | 다카하마정 |
| 아오노고       | 青郷      | 2.1       | 73.5      |                               | 후쿠이현 | 오이군           | 다카하마정 |
| 마쓰노오데라   | 松尾寺    | 4.7       | 78.2      |                               | 교토부   | 마이즈루시       | 마이즈루시 |
| 히가시마이즈루 | 東舞鶴    | 6.1       | 84.3      | 서일본 여객철도 마이즈루 선   | 교토부   | 마이즈루시       | 마이즈루시 |

## 같이 보기
- 버락 오바마